# Луї Габріярг
Луї Габріярг (фр. Louis Gabrillargues, нар. 16 червня 1914, Монпельє — пом. 30 листопада 1994, Сен-Бозій-де-Пютуа) — французький футболіст, що грав на позиції півзахисника, зокрема, за клуб «Нім-Олімпік», а також національну збірну Франції. По завершенні ігрової кар'єри — тренер.
Чемпіон Франції. Володар Кубка Франції. 

## Клубна кар'єра
У футболі дебютував 1933 року виступами за «Сет», в якому провів чотири сезони, взявши участь у 103 матчах чемпіонату. 
Згодом з 1937 по 1940 рік грав у складі команд «Ексельсіор» (Рубе), «Сошо» та «Кольмар».
1940 року перейшов до клубу «Нім-Олімпік», за який відіграв 6 сезонів. Завершив професійну кар'єру футболіста виступами за команду «Нім-Олімпік» у 1946 році.
| Дата              | Місто  | Господарі | Результат | Гості          | Турнір           | Голи | Примітки |
| ----------------- | ------ | --------- | --------- | -------------- | ---------------- | ---- | -------- |
| 16 грудня 1934    | Париж  | Франція   | 3 – 2     | Австрія        | товариський матч | -    |          |
| 24 січня 1935     | Мадрид | Іспанія   | 2 – 0     | Франція        | товариський матч | -    |          |
| 17 лютого 1935    | Рим    | Італія    | 2 – 1     | Франція        | товариський матч | -    |          |
| 17 березня 1935   | Париж  | Франція   | 1 – 3     | Німеччина      | товариський матч | -    |          |
| 27 жовтня 1935    | Женева | Швейцарія | 2 – 1     | Франція        | товариський матч | -    |          |
| 10 листопада 1935 | Париж  | Франція   | 2 – 0     | Швеція         | товариський матч | -    |          |
| 12 січня 1936     | Париж  | Франція   | 1 – 6     | Нідерланди     | товариський матч | -    |          |
| 9 лютого 1936     | Париж  | Франція   | 0 – 3     | Чехословаччина | товариський матч | -    |          |
| 24 січня 1937     | Париж  | Франція   | 1 – 2     | Австрія        | товариський матч | -    |          |
| Усього            |        | Матчів    | 9         |                | Голів            | 0    |          |

## Кар'єра тренера
Розпочав тренерську кар'єру, ще продовжуючи грати на полі, 1942 року, очоливши тренерський штаб клубу «Нім-Олімпік».
В подальшому очолював «Блоїс». Останнім місцем тренерської роботи був клуб «Монтко Бургоньє», головним тренером команди якого Луї Габріярг був з 1968 по 1969 рік.
Помер 30 листопада 1994 року на 81-му році життя.

## Титули і досягнення
- Чемпіон Франції (1):

«Сет»:  1933-1934
- Володар Кубка Франції (1):

«Сет»:  1933-1934